# Gerhart Riegner
Gerhart Riegner (Berlijn, 12 september 1911 - Genève, 3 december 2001) was een Duits godsdienstfilosoof en Joods verzetsstrijder vanuit Zwitserland.

## Levensloop
Riegner studeerde rechten in Berlijn, Freiburg en Heidelberg. Vanwege de toenemende Jodenhaat in Duitsland maakte hij zijn studie af in Sorbonne. Tijdens de Tweede Wereldoorlog was hij de resident van het Joodse Wereldcongres (World Jewish Congress, WJC) in Genève.
Hij bevond zich in het informatienetwerk tussen de WJC, de Tsjechische ballingschapsregering in Londen, Joodse gemeenten in Zwitserland en andere landen en het Internationale Rode Kruis. Riegner verstuurde het eerste telegram naar de geallieerden dat berichtte over de Endlösung. De Duitse antinazi en industrieel Eduard Schulte met enkele hooggeplaatste nazi's in dienst had hem hierover geïnformeerd. De inhoud werd niet door de geallieerden serieus genomen.
Hij ondersteunde noodhulp door hulppakketten aan gevangenen uit concentratiekampen. In 1944. Tot zijn verdiensten wordt gerekend dat het Rode Kruis zich actief met de situatie in de kampen bemoeide, waardoor vertegenwoordigers zich voortdurend in de kampen konden ophouden en zo veel levens redden.
Na de oorlog coördineerde hij de Joodse emigratie uit de Arabische en Sovjet-landen. Van 1965 tot 1983 was hij algemeen-secretaris van het WJC. In de Geneefse vestiging van de Verenigde Naties en de UNESCO werkte hij aan de uitwerking van de mensenrechtenconventie.

## Erkenning
Riegner werd in 1987 benoemd tot chevalier van het Franse Légion d'honneur. In 1991 werd hij benoemd tot erevoorzitter van de WJC.
In 1992 benoemde paus Johannes Paulus II hem tot ridder in de Orde van Sint-Gregorius de Grote en in 1994 kreeg hij een Four Freedoms Award in de categorie vrijheid van godsdienst.
- Bibsys: 2094659
- Bibliothèque nationale de France: cb133398212 (data)
- Gemeinsame Normdatei: 122210697
- Historisch woordenboek van Zwitserland: 023994
- International Standard Name Identifier: 0000 0001 0557 7114
- Library of Congress Control Number: n85819143
- Nationale Bibliotheek van Israël: 987007267002605171
- Réseau des bibliothèques de Suisse occidentale: 02-A003745823
- SNAC: w6s33br4
- Système universitaire de documentation: 050168266
- Virtual International Authority File: 98150215
- WorldCat: E39PBJmy3Km3fhJHGvyqMdJqwC